# Jackie Brown (baseball)
Pour les articles homonymes, voir Jackie Brown (homonymie) et Brown.
Jackie Gene Brown (né le 31 mai 1943 à Holdenville, Oklahoma, États-Unis et mort dans la même ville le 8 janvier 2017) est un ancien lanceur et instructeur de baseball. 
Un lanceur droitier, Jackie Brown joue dans la Ligue majeure de baseball pour les Senators de Washington en 1970 et 1971, les Rangers du Texas de 1973 à 1975, les Indians de Cleveland en 1975 et 1976, et les Expos de Montréal en 1977.

## Carrière de joueur
Brown dispute 214 matchs en 7 saisons dans les majeures. Lanceur partant dans 105 matchs et lanceur de relève en 109 occasions, sa moyenne de points mérités se chiffre à 4,18 en 892 manches et deux tiers lancées, avec 47 victoires, 53 défaites, 26 matchs complets dont 8 blanchissages, trois sauvetages et 516 retraits sur des prises. Il signe son premier contrat professionnel en 1962 avec les Phillies de Philadelphie mais ne s'aligne jamais avec ce club, qui le libère du contrat en 1968, le laissant libre de rejoindre la première équipe avec laquelle il évolue dans les majeures, les .
En 1974, avec les Rangers du Texas, il débute 26 matchs sur 35 et maintient une moyenne de points mérités de 3,57 en 216 manches et deux tiers, avec un sommet personnel de 13 victoires.
Le 13 juin 1975, il passe de Texas à Cleveland avec deux lanceurs, le droitier Jim Bibby et le gaucher Rick Waits, en retour de Gaylord Perry, un droitier futur membre du Temple de la renommée du baseball. Les Expos de Montréal font l'acquisition de Brown des Indians le 10 décembre 1976 en échange d'Andre Thornton, un joueur de premier but qui devient frappeur désigné étoile à Cleveland. Cette dernière transaction est considérée comme l'une des meilleures réalisées par le club de Cleveland.

## Carrière d'instructeur
Après sa carrière de joueur, Brown est instructeur des lanceurs des Rangers du Texas de 1979 à 1982, des White Sox de Chicago de 1992 à 1995, puis des Devil Rays de Tampa Bay en 2002.